# 英國鐵路777型電動列車
英國鐵路777型METRO電動列車（英語：British Rail Class 777 METRO）是一款正在由瑞士列車製造商施泰德鐵路建造、計劃投放於默西鐵路的電動列車。該款列車是施泰德鐵路 METRO 系列列車的一部份。同屬該系列的列車包括現時於柏林地鐵行走的柏林公共交通公司IK型電動列車，以及未來投放於明斯克地鐵及格拉斯哥地鐵的新列車。
777型列車的車廂之間以關節式轉向架連接。首批列車為數52列，而默西鐵路可按需求加訂最多60列。這些列車的所有權將直接屬於默西塞德交通局，而獲批默西鐵路營運權的公司則會向默西塞德交通局租借列車。

## 歷史
現時行走默西塞德鐵路的507及508型列車於1970年代末投入服務。2012年，默西塞德鐵路聘請一名總監，負責採購替代列車事宜。
2016年1月，默西塞德鐵路宣佈邀請龐巴迪、西門子、CAF、施泰德鐵路，以及由東日本旅客鐵道、三井集團以及阿爾斯通合組的財團競逐新列車的合約。同年12月，默西塞德鐵路宣佈價值4億6千萬英鎊的新列車合約由施泰德鐵路投得，並預期新列車會於2020年正式投入服務。
777型列車原設定為一人控制，意味原有200個列車車掌職位會被裁撤。英國兩大鐵路工會機車工程師及消防員聯合工會（ASLEF）及鐵路、海事和運輸工人全國聯盟（RMT）皆對這個設定提出異議，而默西鐵路亦承諾盡量把原有的車掌編配到局內其他新增職位上。2018年9月，默西鐵路宣佈每列新列車仍會設置一名車掌。

## 列車設計
777型列車是專為默西鐵路而設計的列車，每組列車共四節車廂。首尾兩端車廂皆設有駕駛室，而其載客部份各有兩對車門。至於中間兩個不設駕駛室的載客車廂則設有四對車門。所有車門均設有伸縮地台。在停靠車站時，地台會自動伸出，接觸車站月台，使輪椅使用者毋需斜台即可進出車廂。
另外，由於以軌道供電路線為主的默西鐵路，有計劃擴展網絡至普雷斯頓、斯克爾默斯代爾、沃靈頓、雷克斯漢姆等地，因此所有777型列車皆預留裝設集電弓及蓄電池的空間，以便行走一些未有電氣化、或使用高架電纜電氣化的鐵路線。蓄電池設備亦方便列車於機廠內自由移動。
777型列車採用全列貫通設計，乘客上車後可自由前往任何車卡。由於777型列車主要行走車程較短的市區通勤路線，因此車廂不設洗手間。利物浦市民對此意見不一。另外，777型列車兩端設有M字形設計的大燈。然而，該大燈分為紅、白兩部份，分別只於列車「前進」（白燈）及「後退」（紅燈）時亮起，因此實際運行時，大燈不會呈現M字形。

## 車隊
| 型號  | 營運者   | 數量 | 建造年份  | 每組車廂數目 | 編組號        |
| ----- | -------- | ---- | --------- | ------------ | ------------- |
| 777型 | 默西鐵路 | 52   | 2019–2020 | 4            | 777001–777052 |
| 777型 | 默西鐵路 | 60   | 待定      | 4            | 777053–777112 |